# Marc Aguado
Marc Aguado Pallarés (Zaragoza, 22 de febrero de 2000) es un futbolista español que juega como centrocampista en el Elche C. F. de la Segunda División de España. Es hijo del exfutbolista Xavi Aguado.

## Trayectoria
Es un jugador formado en la cantera del Real Zaragoza y en la temporada 2019-20, hizo su debut con el filial, el Deportivo Aragón de Tercera División.
El 11 de enero de 2020, Marc debutó con el primer equipo del Real Zaragoza de la mano de Víctor Fernández, cuando disputó 33 minutos en la segunda ronda de la Copa del Rey frente al Nàstic de Tarragona.
En la temporada 2020-21, firma por el F. C. Andorra de Segunda División B cedido por el conjunto maño, con el que disputaría 14 encuentros de liga y un partido de Copa del Rey.
El 25 de junio de 2021, vuelve a firmar por el F. C. Andorra de Primera División RFEF, en calidad de cedido por el Real Zaragoza.
En la temporada 2021-22, lograría el ascenso a la Segunda División, tras acabar en primera posición del Grupo II de Primera División RFEF. Su aportación sería de 32 partidos en liga y dos encuentros en la Copa del Rey. Al finalizar la temporada, amplía su contrato con el Real Zaragoza hasta 2025 y vuelve a ser cedido al F. C. Andorra por un año más.
En la temporada 2023-24, tras finalizar su cesión en el F. C. Andorra, se convierte en jugador del primer equipo del Real Zaragoza. Tras temporada y media, el 3 de febrero de 2025, Marc Aguado se incorpora al Elche C. F. 

## Clubes
Actualizado al último partido disputado el 9 de febrero de 2025.
| Club                               | Div.          | Temporada     | Liga  | Liga  | Liga   | Copas nacionales | Copas nacionales | Copas nacionales | Torneos internacionales | Torneos internacionales | Torneos internacionales | Total | Total | Total  |
| Club                               | Div.          | Temporada     | Part. | Goles | Asist. | Part.            | Goles            | Asist.           | Part.                   | Goles                   | Asist.                  | Part. | Goles | Asist. |
| ---------------------------------- | ------------- | ------------- | ----- | ----- | ------ | ---------------- | ---------------- | ---------------- | ----------------------- | ----------------------- | ----------------------- | ----- | ----- | ------ |
| Deportivo Aragón · España          | 3.ª           | 2019-20       | 1     | 0     | 0      | —                | —                | —                | —                       | —                       | —                       | 1     | 0     | 0      |
| Deportivo Aragón · España          | Total club    | Total club    | 1     | 0     | 0      | —                | —                | —                | —                       | —                       | —                       | 1     | 0     | 0      |
| Real Zaragoza · España             | 2.ª           | 2019-20       | —     | —     | —      | 1                | 0                | 0                | —                       | —                       | —                       | 1     | 0     | 0      |
| Real Zaragoza · España             | Total club    | Total club    | —     | —     | —      | 1                | 0                | 0                | —                       | —                       | —                       | 1     | 0     | 0      |
| F. C. Andorra · (cedido) · Andorra | 2.ª B         | 2020-21       | 14    | 0     | 0      | 1                | 0                | 0                | —                       | —                       | —                       | 15    | 0     | 0      |
| F. C. Andorra · (cedido) · Andorra | 1.ª RFEF      | 2021-22       | 32    | 0     | 1      | 2                | 0                | 0                | —                       | —                       | —                       | 34    | 0     | 1      |
| F. C. Andorra · (cedido) · Andorra | 2.ª           | 2022-23       | 36    | 0     | 0      | 2                | 0                | 0                | —                       | —                       | —                       | 38    | 0     | 0      |
| F. C. Andorra · (cedido) · Andorra | Total club    | Total club    | 82    | 0     | 1      | 5                | 0                | 0                | —                       | —                       | —                       | 87    | 0     | 1      |
| Real Zaragoza · España             | 2.ª           | 2023-24       | 35    | 0     | 2      | —                | —                | —                | —                       | —                       | —                       | 35    | 0     | 2      |
| Real Zaragoza · España             | 2.ª           | 2024-25       | 17    | 0     | 0      | 2                | 0                | 1                | —                       | —                       | —                       | 19    | 0     | 1      |
| Real Zaragoza · España             | Total club    | Total club    | 23    | 0     | 2      | 2                | 0                | 1                | —                       | —                       | —                       | 25    | 0     | 3      |
| Elche C. F. · España               | 2.ª           | 2024-25       | 1     | 0     | 0      | —                | —                | —                | —                       | —                       | —                       | 1     | 0     | 0      |
| Elche C. F. · España               | Total club    | Total club    | 1     | 0     | 0      | —                | —                | —                | —                       | —                       | —                       | 1     | 0     | 0      |
| Total carrera                      | Total carrera | Total carrera | 107   | 0     | 3      | 8                | 0                | 1                | —                       | —                       | —                       | 115   | 0     | 4      |
| 1.                                 |               |               |       |       |        |                  |                  |                  |                         |                         |                         |       |       |        |